# Thomas Kunst
Thomas Kunst (* 9. Juni 1965 in Stralsund) ist ein deutscher Schriftsteller.

## Leben
Nach dem Abitur studierte Thomas Kunst zunächst Pädagogik in Leipzig. Seit 1987 ist er als Bibliotheksassistent der  Deutschen Nationalbibliothek tätig.
Er schreibt Lyrik und Prosa und befasst sich mit musikalischer Improvisation (Gitarre und Violine). Kunst debütierte 1991 bei Reclam Leipzig mit dem Buch Besorg noch für das Segel die Chaussee. Gedichte und eine Erzählung. Seitdem sind seine Texte in zahlreichen Einzeltiteln (auch als Hörbuch bzw. Musik-CD) sowie in Anthologien, Literaturzeitschriften und im Internet veröffentlicht worden. Seit er 2017 mit dem Gedichtband Kolonien und Manschettenknöpfe Suhrkamp-Autor wurde, erreicht er mit seinen skurrilen, phantasiereichen Texten ein größeres Publikum.
Thomas Kunst lebt in Sachsen-Anhalt.

## Auszeichnungen
- 1996 Dresdner Lyrikpreis
- 1999 Amsterdam-Stipendium
- 2003 Stipendium der Villa Massimo
- 2004 F.-C.-Weiskopf-Preis der Akademie der Künste (Berlin)
- 2014 Lyrikpreis Meran
- 2018 Walter-Bauer-Preis
- 2018 Literaturpreis Wartholz – Land Niederösterreich Literaturpreis[1]
- 2021 Shortlist zum Deutschen Buchpreis mit Zandschower Klinken
- 2023 Kleist-Preis[2]
- 2023 Erich-Fried-Preis[3][4]

## Werke (Auswahl)
Einzeltitel:
- WÜ. Gedichte. Suhrkamp, Berlin 2024, ISBN 978-3-518-43173-3
- Zandschower Klinken. Suhrkamp, Berlin 2021, ISBN 978-3-518-42992-1.[5]
- Kolonien und Manschettenknöpfe. Suhrkamp, Berlin 2017, ISBN 978-3-518-42754-5.
- sag nie wieder visconti. Gedichte aus Romanen. Edition BuchHaus Loschwitz 2017, ISBN 978-3-9816210-8-2
- The Art of Kunst: Selected Poems, Letters, and Other Writings. Peter Lang Publishing Inc. New York 2016, ISBN 978-1-4331-3074-8
- Freie Folge. Roman Jung und Jung, Salzburg 2015, ISBN 978-3-99027-075-2
- Die Arbeiterin auf dem Eis: Gedichte und Briefe. Edition Azur, Dresden 2013, ISBN 978-3-942375-09-2
- Kunst. Gedichte 1984-2014. Edition AZUR, Dresden 2015, ISBN 978-3-942375-21-4
- Legende vom Abholen: Gedichte. Edition Rugerup, Hörby/Schweden 2010, ISBN 978-3-942955-02-7.
- Strandkörbe ohne Venedig. Plöttner Verlag, Leipzig 2009, ISBN 978-3-938442-72-2.
- Estemaga. Sonettenzyklus. Edition Rugerup, Hörby/Schweden 2008, ISBN 978-91-89034-25-9.
- Vergangenheit für alle. 12 Sonette. Mit Sighard Gille: 1 Radierung. Edition Mariannenpresse Berlin 2008, ISBN 3-926433-50-7.
- Sonntage ohne Unterschrift. Roman. Tisch 7, Köln 2005, ISBN 3-938476-01-X.
- Was wäre ich am Fenster ohne Wale. Gedichte. Frankfurter Verlagsanstalt, Frankfurt am Main 2005, ISBN 3-627-00122-2.
- Mitleid in Toronto – leale senza donna. Gli Ori, Prato/Italien 2003, ISBN 88-7336-096-3. (Musik-CD, mit Matthias Köchling)
- Rein theoretisch adieu. Edition Erata, Leipzig 2003, ISBN 3-934015-50-6. (Hörbuch, CD mit Gedichten und improvisierter Musik)
- Die heftigen Strände der Doresa Mandolf. Eine Seltenheit. Erzählung. Buchlabor, Dresden 2000, ISBN 3-929693-18-6.
- Martellis Untergewicht. Eine Leichtigkeit. Roman. Kowalke, Berlin 1999, ISBN 3-932191-09-9.
- Der Schaum und die Zeichnung vom Pferd. Gedichte. Kowalke, Berlin 1998, ISBN 978-3-86906-002-6.
- Medelotti. Texte. Druckhaus Galrev, Berlin 1994, ISBN 3-910161-52-9. (Edition Galrev; 31)
- Die Verteilung des Lächelns bei Gegenwehr. Gedichte und andere Texte. Connewitzer Verlagsbuchhandlung, Leipzig 1992, ISBN 3-928833-09-X.
- Besorg noch für das Segel die Chaussee. Gedichte und eine Erzählung. Reclam, Leipzig 1991, ISBN 3-379-00725-0.

Anthologien:
- Karl Otto Conrady (Hrsg.): Der Große Conrady. Das Buch deutscher Gedichte. Von den Anfängen bis zur Gegenwart. Artemis & Winkler Verlag, Düsseldorf 2008, ISBN 978-3-538-04004-5.
- Axel Kutsch (Hrsg.): Versnetze. Das große Buch der neuen deutschen Lyrik. Verl. Ralf Liebe, Weilerswist 2008, ISBN 978-3-935221-86-3.
- Shafiq Naz (Hrsg.): Der deutsche Lyrikkalender 2008. Alhambra Publishing, Alhambra (Kalifornien, USA) 2007, ISBN 978-2-87448-013-3.
- Björn Kuhligk u. Jan Wagner (Hrsg.): Lyrik von Jetzt. Berlin Verlag, Berlin 2003, ISBN 3-8321-7852-X.